# Pelargonium tomentosum
Pelargonium tomentosum är en näveväxtart som beskrevs av Nikolaus Joseph von Jacquin. Pelargonium tomentosum ingår i släktet pelargoner, och familjen näveväxter. Inga underarter finns listade i Catalogue of Life.